# Masakr na Haymarketu

Masakr na Haymarketu (poznat i kao Haymarketška afera, ili Nemiri na Haymarketu) bio je posljedica bombaškog napada koji se dogodio na demonstracijama radnika 4. svibnja 1886. na trgu Haymarket u Chicagu. Počeo je kao mirni skup podrške radnicima koji štrajkaju za uspostavu osmosatnog radnog dana. Dan nakon policija je ubila četiri i ozlijedila stotinjak radnika. Nepoznata osoba bacila je dinamitsku bombu na policiju koja je radila na raspršivanju okupljanja, a eksplozija bombe i pucnjava koja je uslijedila rezultirali su smrću sedam policajaca i najmanje četiri civila; deseci drugih su ranjeni. 
U međunarodno popraćenom pravnom postupku koji je uslijedio, osam anarhista osuđeno je za zavjeru. Dokaz je bio da je jedan od optuženika potencijalno izradio bombu, ali nitko od onih kojima se sudilo ju nije bacio. Sedam optuženika je osuđeno na smrt, a jedan na kaznu od 15 godina zatvora. Guverner Illinoisa Richard J. Oglesby preinačio je dvije kazne na doživotni zatvor; drugi je počinio samoubojstvo u zatvoru radije nego suočio vješala. Ostala četvorica obješena su 11. studenog 1887. Šest godina kasnije, guverner Illinoisa John Peter Altgeld pomilovao je preostale optuženike i kritizirao suđenje. Sud je poznat po namještenoj poroti, pristranom suđenju i krivotvorenim dokazima na osnovi kojih su smaknuti sindikalni aktivisti.
Masakr na Haymarketu općenito se smatra značajnim kao podrijetlo Međunarodnog dana rada koji se održava 1. svibnja.
Mjesto incidenta proglašeno je znamenitošću Chicaga 1992. godine, a 2004. godine se gradi skulptura u spomen masakru. Uz to, Spomenik mučenicima Haymarketa proglašen je nacionalnom povijesnom znamenitošću 1997. godine.

## Pozadina događaja
Nakon građanskog rata, posebno nakon ekonomske recesije 1873., došlo je do brzog širenja industrijske proizvodnje u Sjedinjenim Državama. Chicago je bio glavno industrijsko središte i deseci tisuća njemačkih i boemskih imigranata zapošljavano je za mizerne plaće. Američki su radnici u prosjeku radili nešto više od 60 sati tijekom šestodnevnog radnog tjedna. Grad je postao središte mnogih pokušaja organiziranja zahtjeva radne snage za boljim radnim uvjetima. Poslodavci su reagirali protusindikalnim mjerama, poput otpuštanja i stavljanja članova sindikata na crne liste, zaključavanja radnika s radnog mjesta, regrutiranja štrajkolomaca; zapošljavanja špijuna, nasilnika i privatnih sigurnosnih snaga i pogoršanja etničkih napetosti kako bi se podijelili radnici. Poslodavački su interesi podržavani u glavnim novinama, a suprotstavljao im se radnički i imigrantski tisak.
Tijekom gospodarskog usporavanja između 1882. i 1886. bile su aktivne socijalističke i anarhističke organizacije. U Chicagu je anarhistički pokret od nekoliko tisuća, uglavnom imigrantskih, radnika bio grupiran oko njemačkih novina Arbeiter-Zeitung ("Radnički vjesnik"), koje je uređivao August Spies.  Njihova revolucionarna strategija temeljila se na uvjerenju da će uspješne operacije protiv policije i zauzimanje glavnih industrijskih središta rezultirati masovnom javnom potporom radnika, pokrenuti revoluciju, uništiti kapitalizam i uspostaviti socijalističku ekonomiju.

### Prvomajska parada i štrajkovi
U listopadu 1884. godine, konvencija koju je održala Federacija organiziranih obrta i sindikata jednoglasno je odredila 1. svibnja 1886. kao datum do kojeg će osmosatni radni dan postati standard. Kako se približavao dogovoreni dan, američki su se sindikati pripremali za generalni štrajk u znak podrške osmosatnom radnom danu.
U subotu, 1. svibnja, tisuće radnika stupile su u štrajk te su održani skupovi širom Sjedinjenih Država uz poklič: "Osmosatni dan bez smanjenja plaća". Procjene broja radnika u štrajku širom SAD-a kreću se od 300 000 do pola milijuna. U New Yorku je broj demonstranata procijenjen na 10 000 a u Detroitu na 11 000. U Milwaukeeju, Wisconsin, pojavilo se oko 10 000 radnika.  U Chicagu, središtu pokreta, procjenjuje se da je štrajkalo između 30 000 i 40 000 radnika, dokle je na ulicama bilo i dvostruko više ljudi koji su sudjelovali u raznim demonstracijama i marševima, primjerice, marš 10 000 radnika zaposlenih u čikaškim drvarnicama.
3. svibnja štrajkajući radnici u Chicagu sastali su se u blizini pogona tvrtke McCormick Harvesting Machine Company. Sindikalni agitatori tvornice bili su spriječeni ulaska u pogon od početka veljače, a tijekom ranijih štrajkova 1885. godine privatni čuvari Pinkertona napadaju radnike McCormicka. Ovaj je događaj, s osmosatnom borbenošću radnika McCormicka, stekao štrajkačima određeno poštovanje i reputaciju u gradu. U vrijeme generalnog štrajka 1886. godine, štrajkolomci su tokom ulaza u pogon McCormick bili pod zaštitom garnizona od 400 policajaca. 
Govoreći na skupu ispred tvornice 3. svibnja, August Spies savjetuje radnike u štrajku da se "drže zajedno i da ostanu uz svoj sindikat – inače neće uspjeti".  Dobro isplaniran i koordiniran, generalni štrajk do tada je bivao uglavnom nenasilan. Kad je, međutim, zazvonilo zvono za kraj radnog dana, skupina radnika izletjela je na vrata kako bi se suprotstavila štrajkolomcima. Unatoč pozivima Spiesa za smirenjem, policija je počela pucati na okupljene radnike. Ubijena su dva radnika McCormicka (iako su neki novinski računi govorili da je bilo šest smrtnih slučajeva). Spies će kasnije svjedočiti: "Bio sam jako ogorčen. Iz iskustva iz prošlosti znao sam da je to klanje ljudi učinjeno izričito u svrhu poraza osmosataškog pokreta. "
Ogorčeni ovim činom policijskog nasilja, lokalni anarhisti ubrzo su započeli tiskati i distribuirati letke pozivajući na okupljanje sljedećeg dana na trgu Haymarket, koji je tada bio trgovačko središte okruga. Letci tiskani na njemačkom i engleskom jeziku izjavili su da je policija ubila štrajkače u ime poslovnih interesa, i pozvali su radnike da traže pravdu. Podijeljeno je više od 20 000 primjeraka letaka.

### Skup na trgu Haymarket
Skup je započeo mirno pod laganom kišom u večernjim satima 4. svibnja. August Spies, Albert Parsons i Samuel Fielden obratili su se gomili, koja se procjenjuje na između 600 i 3 000 radnika i njihovih obitelji, dok su stajali u otvorenom vagonu uz trg u ulici Des Plaines. Veliki broj dežurnih policajaca promatrao je iz blizine.  
Nakon govora Spiesa, okupljenima se obratio Parsons, urednik radikalnog tjednika na engleskom jeziku The Alarm ("Alarm"). Publika je bila toliko mirna da je gradonačelnik Carter Harrison, koji je svratio promatrati skup, ranije pošao kući. Parsons je govorio gotovo sat vremena prije nego što je sišao za posljednjeg govornika večeri, britanskog socijalista Samuela Fieldena, koji je održao kratko desetominutno obraćanje. Mnogi su iz gomile već otišli jer se nevrijeme pogoršavalo.  
Članak u New York Timesu, objavljen 4. svibnja naslovom "Nemiri i krvoproliće na ulicama Chicaga... dvanaest policajaca mrtvih ili umirućih", izvijestio je da je Fielden govorio 20 minuta, tvrdeći da su njegove riječi postajale "sve divlje i nasilnije kako je nastavljao s govorom". Još jedan članak New York Timesa, naslovljen "Crvena ruka anarhije" od 6. svibnja, otvara se sljedećim riječima: "Zlikovska učenja anarhista urodila su večeras krvavim plodom u Chicagu i prije zore najmanje desetak muškaraca položit će svoje živote kao počast doktrini Herr Johanna Mosta." Štrajkače je nazivao "ruljom" i koristio navodnike oko izraza "radnici".

#### Bomba i pucnjava
Oko deset navečer, taman kada je Fielden završavao svoj govor, policija je dojurila u velikom broju, marširajući u formaciji prema vagonu govornika, i naredila da se skup raziđe. Fielden je inzistirao da je skup miran, te da nema validnog razloga za razilaženje. 
Domaće napravljena bomba sa šrapnelskim kućištem, napunjena dinamitom i upaljena fitiljem, bačena je na put napredujuće policije. Bomba je eksplodirala, time ubivši policajca Mathiasa J. Degana letećim šrapnelom i smrtno ranivši još šest policajaca.
Svjedoci su tvrdili da je neposredno nakon eksplozije bombe došlo do razmjene pucnjeva između policije i demonstranata. Izvještaji se vrlo razlikuju u pogledu toga tko je prvi pucao i je li netko iz gomile uopće pucao na policiju. Povjesničar Paul Avrich tvrdi da je policija pucala na demonstrante koji su bježali, ponovno napunila oružje, i zatim ponovno otvorila paljbu, ubivši četvero i ranivši čak 70 ljudi. Ono što nije sporno jest da je trg za manje od pet minuta bio prazan, osim žrtava i policije. Prema New York Timesu 4. svibnja , demonstranti su počeli pucati na policiju, koja je potom uzvratila vatru.
U incidentu je ranjeno oko 60 policajaca. Odvedeni su, s nekim ranjenicima, u obližnju policijsku postaju. Kapetan policije Michael Schaack kasnije je napisao da je broj ranjenih radnika "uglavnom bio veći od onog na strani policije". Chicago Herald opisao je prizor "divljeg pokolja" i procijenio da je na ulicama ležalo najmanje pedeset mrtvih ili ranjenih civila. Nejasno je koliko je civila ranjeno jer su mnogi oklijevali tražiti liječničku pomoć, bojeći se uhićenja.

### Posljedice i crvena panika
Oštro suzbijanje sindikata uslijedilo je nakon incidenta na Haymarketu. Tisuće dolara donirano je fondovima za medicinsku skrb i pomoć oštećenim policajcima. Pod sumnjom je bila cijela radnička i imigrantska zajednica, posebno Nijemci i Češka. Izvedene su policijske racije na domove i urede radnika za koje se sumnjalo da su anarhisti. Uhićeno je na desetke osumnjičenih, od kojih su mnogi bili samo djelomice povezani s aferom Haymarket. Odbacujući po strani zakonske zahtjeve kao što su nalozi za potragu, čikaški policijski odredi izlagali su radničke aktiviste u Chicagu osmotjednim racijama, pretresajući njihove skupštine i poslovna mjesta. Naglasak je bio na govornicima na skupu Haymarket i novinama Arbeiter-Zeitung. Otkriveno je da je mala skupina anarhista izrađivala bombe istog dana kad se dogodio incident, uključujući okrugle bombe poput one koja se koristila na trgu Haymarket.
Novine su izvještavale da su anarhistički agitatori krivi za "pobunu", stav koji je usvojila uznemirena javnost. S vremenom, izdanja tiska i ilustracije incidenta postajale su sve složenije i udaljenije od stvarnosti. Pokrivenost je bila isprva nacionalna, pa onda međunarodna. Među vlasnicima imovine, tiska i drugim elementima društva postignut je konsenzus da je suzbijanje anarhističke agitacije neophodno. Mnogi su radnici, s druge strane, vjerovali da su privatni agenti agencije Pinkerton odgovorni zbog njihove taktike tajne infiltracije u radničke skupine i njenih često nasilnih metoda razbijanja štrajka.

## Hapšenje i suđenje

### Optuženici
Rudolf Schnaubelt, glavni osumnjičenik za bacanje bombe, ranije je uhićen dva puta i potom pušten. Do 14. svibnja, kada se pokazalo da je igrao značajnu ulogu u incidentu, pobjegao je iz države. William Seliger, koji je predočio državne dokaze i svjedočio za tužiteljstvo, nije optužen. Međutim, 4. lipnja 1886. godine velika porota optužila je još sedam osumnjičenih i sudilo im se kao sudionicima ubojstva Degana. Od njih sedam su samo dvojica bila prisutna kada je bomba eksplodirala. Urednici novina August Spies i Samuel Fielden izlazili su iz govorničkog vagona u skladu s policijskim naredbama da se raziđu neposredno prije eksplozije. Dvojica drugih bila su prisutna na početku skupa, ali su otišla i bila u Zepfovoj dvorani, anarhističkom sastajalištu, za vrijeme eksplozije. Bili su to slovar Arbeiter-Zeitunga Adolph Fischer i poznati aktivist Albert Parsons, koji su govorili na skupu Haymarketa prije odlaska kod Zepfa. Parsons, koji je vjerovao da su dokazi protiv svih njih nedovoljni za postupak, naknadno se dobrovoljno predao, u znak solidarnosti s optuženima. Treći čovjek, pomoćnik urednika Spiesa, Michael Schwab (koji je bio šogor Schnaubelta), uhićen je budući da je u vrijeme bombardiranja govorio na drugom skupu. Neizravno vezani uz skup na Haymarketu ali uhićeni jer su bili poznati po svojem militantnom radikalizmu, bili su George Engel (koji je tog dana bio kod kuće i igrao karte) i Louis Lingg, proizvođač bombi kojeg je osudio njegov suradnik Seliger. Još jedan optuženik koji toga dana nije bio prisutan bio je Oscar Neebe, državljanin njemačkog porijekla rođen u Americi, koji je bio povezan s Arbeiter-Zeitungom.

### Suđenje
Suđenje je započelo 21. lipnja 1886. i trajalo do 11. kolovoza. Provedeno je u ozračju značajne pristranosti javnosti i medija prema optuženicima. Sudac Gary, koji je predsjedao suđenje, iskazao je otvoreno neprijateljstvo prema optuženicima i dosljedno donosio odluke u korist tužiteljstva. Odbijen je prijedlog da se optuženima sudi odvojeno. Odabir žirija bio je izuzetno težak, trajući puna tri tjedna, s gotovo tisuću prijavljenih ljudi. Isključeni su svi članovi sindikata i svi koji su izrazili simpatije prema socijalizmu. Na kraju je okupljena porota od 12 članova, od kojih je većina priznala predrasude prema optuženicima. Unatoč njihovom priznanju pristranosti protiv optuženih, sudac Gary odbio je raspustiti porotu te nastavio sa suđenjem. Frustrirani stotinama porotnika koji su isključeni zbog vjerojatnosti da će blaže tretirati optuženike zbog manjka dokaza, imenovan je ovrhovoditelj koji je odabrao porotnike umjesto da ih se sazivalo nasumce. Ovrhovoditelj se pokazao pristranim i odabrao je porotnike na temelju socijalnog položaja i stava prema optuženicima, za koje se činilo da će osuditi optuženike. Tužiteljstvo, koje je vodio Julius Grinnell, ustvrdilo je da, budući da optuženici nisu aktivno obeshrabrili osobu koja je bacila bombu, oni su stoga bili podjednako odgovorni kao zavjerenici. Porota je saslušala svjedočenje 118 ljudi, uključujući 54 pripadnika policijske uprave u Chicagu i optužene Fielden, Schwab, Spies i Parsons. Brat Alberta Parsonsa tvrdio je da postoje dokazi koji Pinkertone povezuju s bombom.
Policijski istražitelji pod vodstvom kapetana Michaela Schaacka kemijski su analizirali komad šrapnela s policajčevih rana. Izvijestili su da se olovo korišteno u kućištu podudara s kućištima bombi pronađenim u Linggovu domu. Metalna matica i fragmenti kućišta izvađeni iz rane također su imali grubu sličnost s bombama koje je izradio Lingg.
U posljednji trenutak, kada je otkriveno da porota nije smatrala optuženike krivima za ubojstvo, ona je pozvana natrag na sastanak gdje su im date upute da promijene osudu.

### Presuda i suvremene reakcije
Porota se vratila s presudom krivnje za svih osam optuženika. Prije nego što je osuđen, Neebe je na sudu rekao da su Schaackovi policajci bili među najgorim gradskim bandama, da su pljačkali kuće i krali novac i nakit. Schaack se nasmijao i Neebe je uzvratila, "Ne trebate se smijati zbog toga, kapetane Schaack. Ti si jedan od njih. Vi ste anarhist, kako ga razumijete. Svi ste vi anarhisti, u tom smislu riječi." Sudac Gary osudio je sedmoricu optuženih na smrt vješanjem, a Neebe na 15 godina zatvora. Izricanje presude izazvalo je bijes radnika i radničkog pokreta, što je rezultiralo prosvjedima širom svijeta i podiglo optuženike na status mučenika, posebno u inozemstvu. Tisak je pokrenuo intenzivnu kampanju zastrašivanja javnosti kako bi ju okrenuo protiv radnika u štrajku i nepravedno osuđenih.
U članku iz 4. svibnja, nazvanom "Crvena ruka anarhije", New York Times opisao je incident kao "krvavi plod" "zlikovačkog učenja anarhista". Chicago Times opisao je optužene kao "zmijske agitatore za pobunu, pljačku, palež i ubojstvo"; drugi su ih opisali kao "krvave zvjerke", "crvene rufijane", "dinamarhiste", "krvava čudovišta", "kukavice", "prokletnike", "lopove", "atentatore" i "zlikovce". Novinar George Frederic Parsons napisao je članak za The Atlantic Monthly u kojem je identificirao strahove Amerikanaca srednje klase u vezi s radničkim radikalizmom i ustvrdio da su radnici sami krivi za svoje nevolje. Edward Aveling umio je: "Ako ovi ljudi konačno budu obješeni, to će učiniti Chicago Tribune." Schaack, koji je vodio istragu, otpušten je iz policije jer je krivotvorio dokaze za slučaj, ali je vraćen na posao 1892.

### Smaknuća
Sutradan (11. studenoga 1887.) četvorica optuženika – Engel, Fischer, Parsons i Spies – izvedeni su na vješala u bijelim haljinama i kapuljačama. Pjevali su Marseljezu, tada himnu međunarodnog revolucionarnog pokreta. Članovi obitelji, uključujući Lucy Parsons, koja ih je pokušala vidjeti posljednji put, uhićeni su i pretraženi za bombe (nijedna nije pronađena). Prema svjedocima, u trenucima prije nego što su osuđenici obješeni, Spies je uzviknuo:
U posljednjim su riječima Engel i Fischer glasno viknuli: "Ura za anarhizam!" Parsons je tada zatražio govor, ali bio je prekinut kad je došao znak da otvori vrata podnožja. Svjedoci su izvijestili da osuđeni muškarci nisu umrli odmah kad su pali, već su se sporo zadavili, prizor zbog kojeg su gledatelji bili vidno potreseni.

### Identitet bombaša
Bez obzira na osuđujuće presude za urotu, niti jedan stvarni bombaš nikada nije izveden pred sud, "i niti jedno pravno objašnjenje nikada ne bi moglo učiniti suđenje zavjeri naizgled legitimnim bez stvarnog i glavnog počinitelja." Povjesničari poput Jamesa Jolla i Timothyja Messer-Krusea kažu da dokazi ukazuju na Rudolpha Schnaubelta, šogora Schwaba, kao vjerojatnog počinitelja.

## Pomilovanje i povijesna karakterizacija
Među pristalicama radničkog pokreta u Sjedinjenim Državama i inozemstvu, kao i među drugima, vjerovalo se da je suđenje bilo nepravedno. Istaknuti ljudi kao što su romanopisac William Dean Howells, proslavljeni odvjetnik Clarence Darrow, pjesnik i dramatičar Oscar Wilde, dramatičar George Bernard Shaw i pjesnik William Morris oštro su osudili suđenje. 26. lipnja 1893., guverner Illinoisa John Peter Altgeld, progresivni guverner Illinoisa, i sam njemački imigrant, potpisao je pomilovanja za Fieldena, Neebea i Schwaba, nazivajući ih žrtvama "histerije, namještene porote i pristranog suca." napominjući da država "nikada nije otkrila tko je bacio bombu koja je ubila policajca, a dokazi ne pokazuju nikakvu vezu između optuženika i čovjeka koji ju je bacio". Altgeld je također okrivio grad Chicago zbog toga što Pinkertonove privatne agente nije smatrao odgovornima za opetovano korištenje smrtonosnog nasilja nad radnicima u štrajku.
Christopher Thale u Enciklopediji Chicaga piše da nedostaju vjerodostojni dokazi u vezi s bombardiranjem, "... tužiteljstvo se usredotočilo na spise i govore optuženika." Dalje primjećuje da je optužba za urotu pravno bez presedana, da je sudac bio "pristran", i da su svi porotnici priznali predrasude prema optuženicima. Povjesničar Carl Smith piše: "Visceralni osjećaji straha i bijesa koji okružuju suđenje od početka su isključili sve osim glume pravde."

## Posljedice po radnički pokret i Prvi maj
Nastavio se javni pritisak za uspostavu 8-satnog radnog dana. Na konvenciji Američke federacije rada (AFL) 1888. godine, sindikat se ponovno odlučio za kampanju za kraći radni dan. Dogovoren je 1. svibnja 1890. godine kao datum štrajka radnika za osmosatni radni dan.
1889. predsjednik AFL-a Samuel Gompers pisao je prvom kongresu Druge internacionale koja se sastajala u Parizu. Obavijestio je svjetske socijaliste o planovima AFL-a i predložio međunarodnu borbu za univerzalni osmosatni radni dan. Kao odgovor na Gompersovo pismo, Druga internacionala usvojila je rezoluciju kojom se poziva na "veliku međunarodnu demonstraciju" na jedan datum kako bi radnici posvuda mogli zahtijevati osmosatni radni dan. U svjetlu američkog plana, Internacionala je usvojila 1. svibnja 1890. kao datum ove demonstracije.
Sekundarna svrha iza usvajanja rezolucije Druge internacionale bila je počast sjećanju na mučenike s Haymarketa i druge radnike koji su ubijeni tijekom štrajkova 1. svibnja 1886. godine.
Prvi Međunarodni praznik rada, Prvi maj, postigao je spektakularan uspjeh. Naslovnica New York Worlda 2. svibnja 1890. bila je posvećena izvještavanju o događaju. Dva su njezina naslova bila "Povorka veselih radnika u svim trgovinskim centrima civiliziranog svijeta" i "Svugdje se radnici udružuju sa zahtjevom za normalnim radnim danom". Londonski Times nabrojao je dvadesetak europskih gradova u kojima su se održavale demonstracije, napominjući da je bilo skupova na Kubi, Peruu i Čileu. Obilježavanje Prvog maja sljedeće je godine postalo godišnji događaj.
Utjecaj Masakra na Haymarketu nije bio ograničen samo na proslavu Prvog maja. Emmu Goldman, aktivisticu i političku teoretičarku, anarhizam je privukao nakon čitanja o incidentu i pogubljenjima, koje je kasnije opisala kao "događaje koji su nadahnuli moje duhovno rođenje i rast". Smatrala je da su mučenici s Haymarka "najodlučniji utjecaj u njenom postojanju". Njezin suradnik Alexander Berkman također je anarhiste Haymarketa opisao kao "moćnu i vitalnu inspiraciju". Među drugima čija se predanost anarhizmu ili revolucionarnom socijalizmu iskristalizirala kao rezultat afere Haymarket bili su Voltairine de Cleyre i "Big Bill" Haywood, član osnivač Industrijskih radnika svijeta (IWW).